# 146442 Dwaynebrown
146442 Dwaynebrown este o planetă minoră (asteroid) din centura de asteroizi. A fost descoperită pe 20 august 2001 la Observatorio de Cerro Tololo⁠(d) de Marc Buie⁠(d). 
Obiectul prezintă o orbită caracterizată de o semiaxă mare de 2,4197021618441 UAi, o excentricitate de 0,13, o înclinație de 2,2 ° în raport cu ecliptica.